# Måryds naturreservat
Måryd är ett naturreservat i Södra Sandby och Hällestads socknar i Lunds kommun i Skåne. Det är beläget mellan Södra Sandby och Torna Hällestad.
Naturen består till stor del av fäladsmarker. Det gränsar i väster till Skrylle.

## Bildgalleri

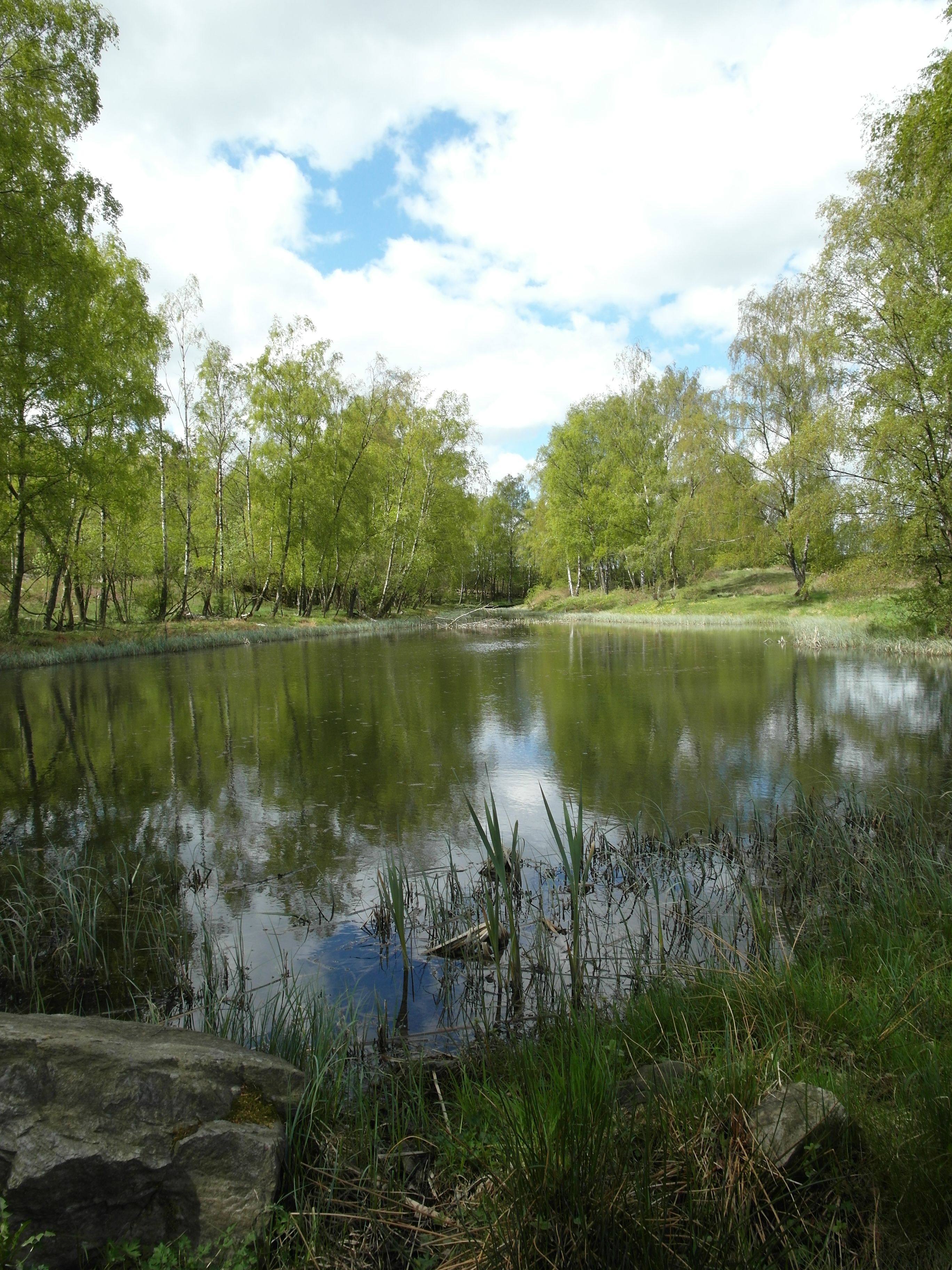
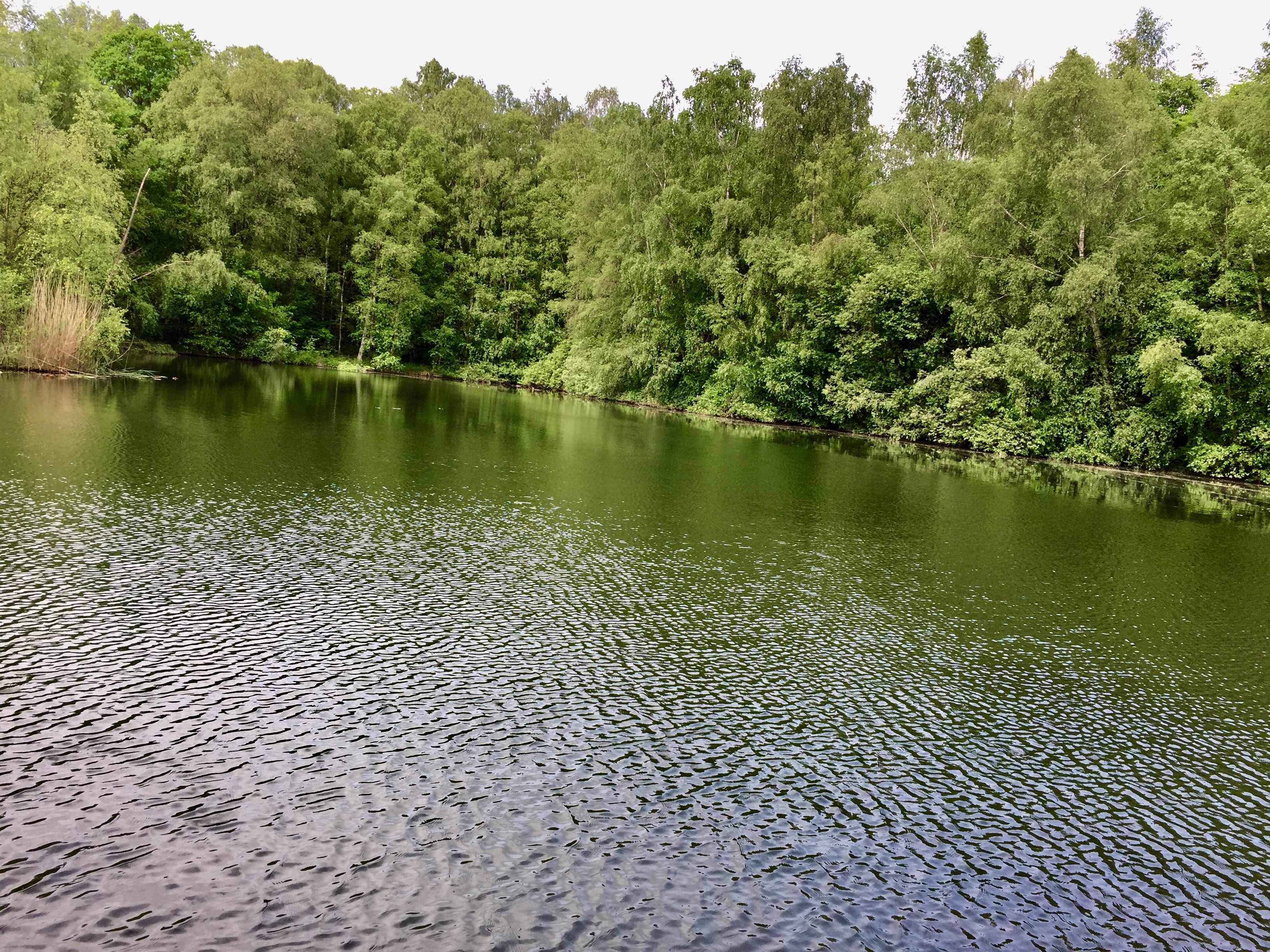
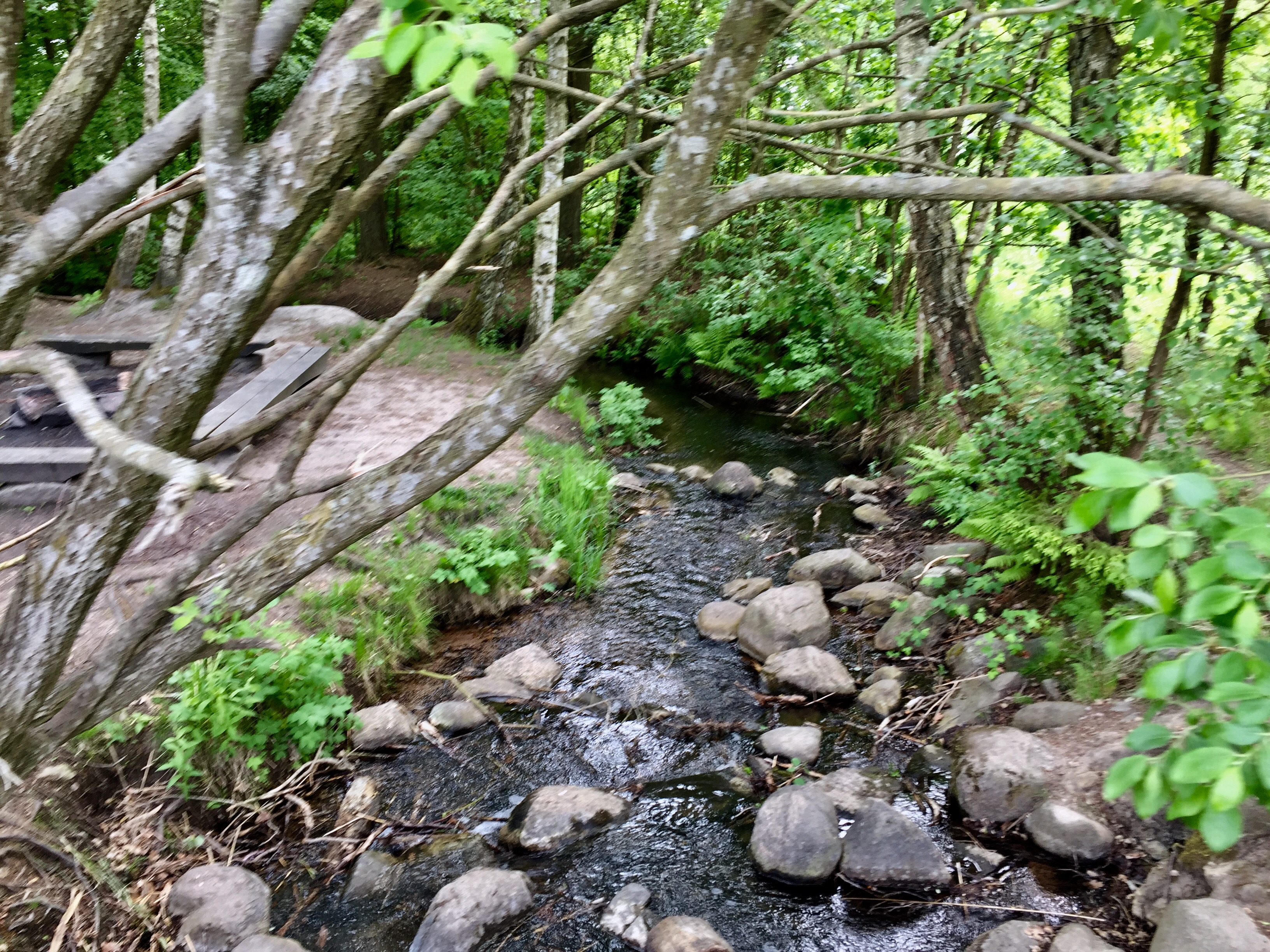
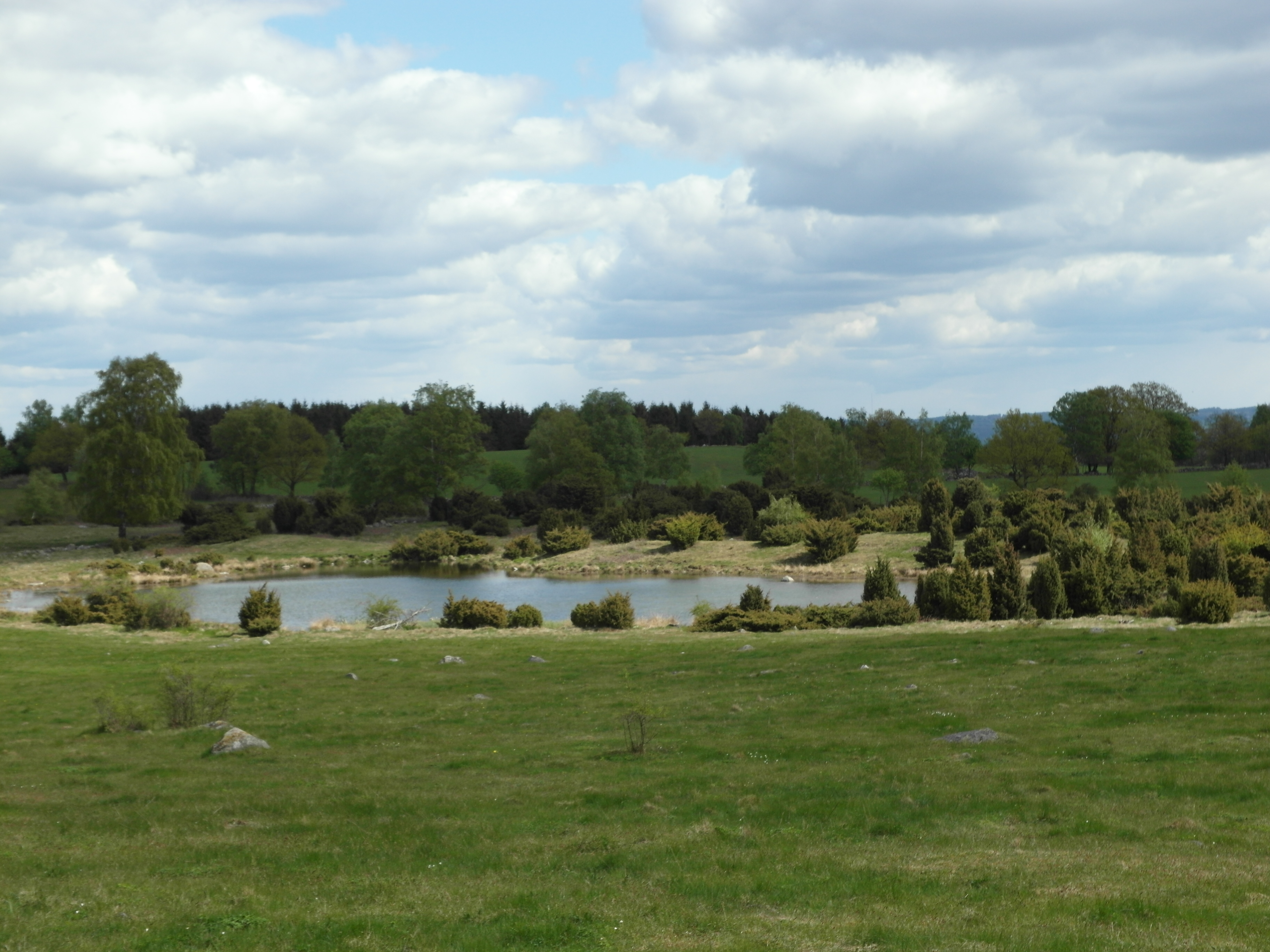